# Джоли, Симона
Симона Джоли (итал. Simona Gioli; 17 сентября 1977, Рапалло) — итальянская волейболистка, центральная блокирующая, двукратная чемпионка Европы.

## Спортивная биография
Симона Джоли родилась в Рапалло, а волейболом начинала заниматься в Ровиго под руководством тренера Даниэле Чибина, в 1992 году впервые выпустившего её в составе местной команды «Либертас», выступавшей в серии D итальянского чемпионата. Следующий сезон Джоли провела в клубе серии B1 «Кассано».
С 1994 года на протяжении семи лет выступала в Реджо-ди-Калабрии, в 1996 году дебютировала в сильнейшей итальянской лиге — серии A1 и на рубеже веков выиграла два Кубка Италии, Суперкубок и Кубок Европейской конфедерации волейбола. 30 мая 1998 года в Ареццо в товарищеском матче с национальной командой Кубы впервые вышла на площадку в составе сборной Италии. Весной 2001 года «Реджо-Калабрия» под руководством Джованни Капрары на проходившем в Нижнем Тагиле финале Лиги чемпионов уступила соотечественницам из «Модены», а в финальной серии итальянского чемпионата праздновала победу над «Бергамо», однако многолетнее служение Джоли калабрийскому клубу не увенчалось заслуженным скудетто — её команда была лишена титула из-за нарушений при оформлении документов на одну из легионерок.
Отыграв затем один сезон в Реджо-нель-Эмилии, Симона Джоли в 2002 году перешла в клуб «Сирио» из Перуджи. В сборной Италии при Анджолино Фригони и Марко Бонитте играла непостоянно: заняв с ней третье место на домашнем чемпионате Европы 1999 года и второе на Гран-при в олимпийском 2004 году, она не была включена в заявку на Игры в Афинах. В следующем сезоне стала серебряным призёром континентального чемпионата в Хорватии.
2 сентября 2006 года Симона Джоли родила сына Габриэле и уже в ноябре того же года вернулась к тренировкам в клубе, а летом 2007 года — и в сборную Италии, за что снискала прозвище Mamma Fast. Возвращение молодой мамы в волейбол оказалось триумфальным: команда из Перуджи, занимавшая после регулярного чемпионата лишь 5-е место, была сильнее всех в плей-офф и завоевала скудетто (третье в своей истории и третье в карьере Симоны Джоли), а кроме этого выиграла Кубок Италии и Кубок CEV, в финале которого взяла верх над подмосковным «Заречьем-Одинцово».
В том же 2007 году Симона Джоли завоевала два титула в составе сборной Италии, возглавляемой тренером «Сирио» Массимо Барболини — чемпионат Европы и Кубок мира, на котором её признали самым ценным игроком (MVP) и лучшей блокирующей.
Шестилетний этап карьеры в Перудже она завершила победой в Лиге чемпионов. В решающем матче главного еврокубка против «Заречья-Одинцова», прошедшем 6 апреля 2008 года в Мурсии, она заработала для команды 21 очко и была удостоена титула MVP турнира. В мае 2008 года начала переговоры о подписании контракта с московским «Динамо».
Дебютный сезон в России принёс Джоли победу в чемпионате и серебряную медаль Лиги чемпионов. В 2009 году в составе «Скуадры Адзурры» Симона Джоли во второй раз выиграла чемпионат Европы, а также завоевала золото на Всемирном Кубке чемпионов и на обоих турнирах была самым результативным игроком своей команды и получала индивидуальные призы. Неудачно сложился для неё чемпионат мира 2010 года в Японии, где итальянки классифицировались пятыми. Симона Джоли также выступала на двух Олимпийских играх — в Пекине-2008 и Лондоне-2012.
В сезоне-2010/11 из-за лимита на легионерок Джоли играла за «Динамо» только в Лиге чемпионов и после вылета московского клуба из этого турнира вернулась в Италию, проведя остаток сезона в клубе «Спес» из Конельяно. Впоследствии защищала цвета новоуренгойского «Факела» и стамбульского «Галатасарая».
В сезоне-2013/14 играла в составе впервые выступавшего в итальянской серии A1 «Фрозиноне», летом 2014 года перешла в другой клуб-дебютант элитного дивизиона — «Промобалл» из Флеро. В сезоне-2017/18 выступала за «Горлу» (серия B1) и «Миллениум» из Брешии, которому помогла выйти в серию A1. С осени 2018 года защищала цвета команды серии A2 «Олимпия Теодора» (Равенна), а в следующем сезоне играла в серии В2 за «Реал» из Мадзано.

## Достижения

### Со сборной Италии
- Чемпионка Европы (2007, 2009), серебряный (2005) и бронзовый (1999) призёр чемпионатов Европы.
- Обладательница Кубка мира (2007, 2011).
- Обладательница Всемирного Кубка чемпионов (2009).
- Серебряный (2004) и бронзовый (2010) призёр Гран-при.
- Чемпионка Средиземноморских игр (2009).

### С клубами
- Чемпионка Италии (2002/03, 2004/05, 2006/07), серебряный призёр чемпионатов Италии (1998/99, 1999/00, 2007/08).
- Обладательница Кубка Италии (1999/00, 2000/01, 2002/03, 2004/05, 2006/07), финалистка Кубка Италии (1998/99).
- Обладательница Суперкубка Италии (2000, 2007).
- Чемпионка России (2008/09), серебряный призёр чемпионата России (2009/10).
- Обладательница Кубка России (2009), финалистка Кубка России (2008).
- Бронзовый призёр чемпионата Турции (2012/13).
- Обладательница Кубка CEV (1999/00, 2004/05, 2006/07), финалистка Кубка CEV (1997/98).
- Победительница Лиги чемпионов (2007/08), финалистка Лиги чемпионов (2000/01, 2003/04, 2008/09).

### Личные
- MVP и лучшая блокирующая Кубка мира (2007).
- Лучшая нападающая чемпионата Европы (2009).
- MVP и лучшая нападающая Всемирного Кубка чемпионов (2009).
- MVP Финала четырёх Лиги чемпионов (2007/08).
- Лучшая нападающая «Финала четырёх» Лиги чемпионов (2008/09).